# نويمي داكوس
نويمي داكوس مواليد 2 مارس 1991 في دبرتسن، هي لاعبة كرة يد مجرية. حصلت مع فريقها على المركز الثاني في كأس المجر سنة 2009 و2011.